# NHK歌謡ステージ
『NHK歌謡ステージ』（エヌエイチケイかようステージ）は、1986年4月8日から1988年3月15日までNHK総合テレビで、毎週火曜日20:00 - 20:45に放送された音楽番組である。

## 概要
『NHK歌謡ホール』の後を受けて登場した歌謡曲・演歌系の音楽番組。全国の視聴者からのリクエストに基づいて構成・演出する新形式の番組で、人物リクエスト、話題リクエスト、思い出リクエストなどのコーナーで綴る。
会場はこれまで同様NHKホール（生放送、一部地方からの回あり）。司会は『NHK歌謡ホール』に引き続き、千田正穂（当時NHKアナウンサー）が担当した。

## 演奏
- 三原綱木とザ・ニューブリード／東京放送管弦楽団（指揮：三原綱木）
- 岡本章生とゲイスターズ／東京放送管弦楽団（指揮：岡本章生）